# Antonio Angeleri
Antonio Angeleri, (Pieve del Caire (Llombardia), 25 de desembre, 1801 - Milà, 8 de febrer, 1880), va ser un pianista i professor de música italià.
Angeleri va ser alumne de Francesco Pollini. Del 1826 al 1871 va ser professor de piano al Conservatori de Milà. Aquí va ensenyar, entre altres coses: els pianistes i compositors Guglielmo i Carlo Andreoli, Adolfo i Disma Fumagalli, Amilcare Ponchielli, Giovanni Gaetano Rossi, el posterior director de Wagner, Vittorio Maria Vanzo, Francesco Anzoletti, Vincenzo Appiani, Vincenzo Petrali i la compositora Carlotta Ferrari. Amb Carlo Andreoli va publicar el llibre de text Il pianoforte, que va ser traduït a diverses llengües. És el dedicat de 7 tocates de Stefano Golinelli. El 1832 va tenir un paper clau en el rebuig de la sol·licitud de Giuseppe Verdi com a estudiant al conservatori: les seves mans no eren adequades i no hi havia possibilitat de correcció.

## Font
- Treccani.it - Angelèri, Antonio